# Wen Po-žen
Wen Po-žen (čínsky pchin-jinem Bórén, znaky 文伯仁, 1502–1575) byl čínský malíř mingského období.

## Jména
Wen Po-žen používal zdvořilostní jméno Te-čcheng (čínsky pchin-jinem Déchéng, znaky 德承) a pseudonym Wu-feng (čínsky pchin-jinem Wǔfēng, znaky 五峰).

## Život a dílo
Wen Po-žen pocházel ze Su-čou (dnes v provincii Ťiang-su), z majetné rodiny vzdělané džentry, byl synovcem slavného umělce Wen Čeng-minga. Studoval konfuciánské klasiky, literaturu, kaligrafii a malířství. Později se vzdal studia k úřednickým zkouškám a námísto něho se dal na dráhu profesionálního umělce. Hluboce ho ovlivnila tvorba jeho strýce Wen Čeng-minga, nejvýznačnější osobnosti uměleckých kruhů Su-čou. Ve zralém věku cestoval do Pekingu, Nankingu a Sung-ťiangu, v nichž šířil sučouské umělecké názory.
Mezi žáky Wen Čeng-minga stál na čelném místě, obohatil jeho styl, když přidal obrazům více kultivovanosti a přesnosti ve výrazu, inovoval kompozici krajin, jejichž scénám vtiskl klid a eleganci. Obdivovatelé přirovnávali jeho tvorbu k dílům jednoho ze „čtyř jüanských mistrů“, Wang Menga.